# Budków (powiat piotrkowski)
Budków – wieś w Polsce położona w województwie łódzkim, w powiecie piotrkowskim, w gminie Wola Krzysztoporska.
W 1887 we wsi urodził się Aleksander Bogusławski – polski działacz społeczno-polityczny, nauczyciel, publicysta, współzałożyciel PSL „Wyzwolenie”, propagator samorządności i spółdzielczości rolniczej.
W północnej części wsi od 2010 r. stoi dom ludowy. Na zachód od którego znajduje się zrujnowana remiza strażacka. Dawna siedziba istniejącej do 1989 r. Ochotniczej Straży Pożarnej w Budkowie.
W latach 1975–1998 miejscowość administracyjnie należała do województwa piotrkowskiego.
Mieszkańcy wyznania rzymskokatolickiego przynależą do parafii św. Wojciecha w Krzepczowie w archidiecezji łódzkiej.